# Vicenta Castro Cambón

Vicenta Castro Cambón fue una poetisa argentina. Nació en Morón, Buenos Aires, el 28 de septiembre de 1882.

## Biografía
Quedó ciega a los seis años, y desde pequeña padeció otros severos problemas físicos: sufría una deformación en la columna y una incipiente sordera. Pero a pesar de todos sus males, inclinó su vida a la lectura y la escritura de poemas, por sus propios medios, a través del Braille. Más tarde estaría entre los fundadores de la "Biblioteca Argentina de Ciegos" creada el 18 de septiembre de 1924, donde se incorpora como educadora y colaboradora.
Sus primeros trabajos los firmó con el seudónimo "La ciega de Morón". 
Publicó en 1923 "Rumores de mi noche" y en el año 1927, "Cajita de música"
Publicó en variados diarios y revistas: "Padre nuestro que estas en la Cruz", "A María en su soledad", "A que Señor me atrevo", "Cantando lo haré", "Era la Nochebuena", etc.
Murió el 7 de mayo de 1928 en Morón.

## Conmemoraciones

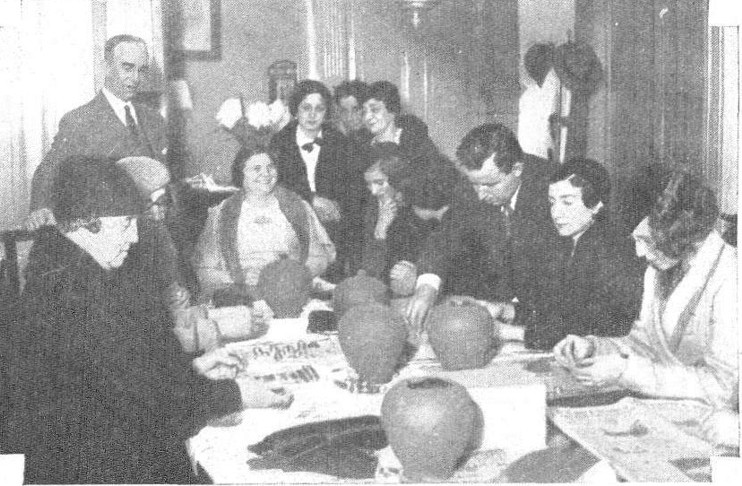
Autoridades del hogar para ciegos "Vicenta Castro Cambón". En la foto tomada en 1934 aparecen la presidenta de la institución, María Catalina Marchi y las consejeras Ernestina Llavallol de Acosta y Florencia Lanús, y otros integrantes de las comisiones.

- Una calle en la ciudad de Glew, Almirante Brown, Argentina lleva su nombre.
- El Hogar para Ciegos Vicenta Castro Cambón, fundado por María Catalina Marchi lleva su nombre.
- La Escuela Vicenta Castro Cambón (para personas con diferentes capacidades visuales) lleva su nombre.
- La Biblioteca Popular Vicenta Castro Cambon, en Francisco Álvarez, Buenos Aires
- El premio de poesía Vicenta Castro Cambón.